# Nachtragshaushaltsgesetz 2021
Das Zweite Nachtragshaushaltsgesetz 2021 war ein Bundesgesetz zur rückwirkenden Änderung des Haushaltsgesetzes für das Haushaltsjahr 2021. Es wurde am 18. Februar 2022 vom Deutschen Bundestag beschlossen und am 25. Februar 2022 im Bundesgesetzblatt verkündet. Es sollte mit Wirkung vom 1. Januar 2021 in Kraft treten.
Das Gesetz stand im Zusammenhang mit der COVID-19-Pandemie und sah eine Umwidmung von Kreditermächtigungen im Haushaltsgesetz 2021 vor. Am 15. November 2023 erklärte das Bundesverfassungsgericht das Gesetz für verfassungswidrig und nichtig. Infolgedessen ergaben sich bundesweite Proteste und internationale Aufmerksamkeit.

## Hintergrund und Inhalt des Gesetzes
Die COVID-19-Pandemie hatte weltweit erhebliche wirtschaftliche und soziale Auswirkungen, die auch in Deutschland zu einem massiven Anstieg der Staatsausgaben führten. Das Zweite Nachtragshaushaltsgesetz 2021 sah vor, nicht genutzte Kreditermächtigungen in Höhe von 60 Milliarden Euro, die ursprünglich zur Bewältigung der COVID-19-Pandemie vorgesehen waren, in den Klima- und Transformationsfonds (vormals „Energie- und Klimafonds“) zu überführen. Ziel war es, diese Mittel für Klimaschutz und die Transformation der Wirtschaft in zukünftigen Haushaltsjahren einzusetzen.

## Verfassungsrechtliche Kontroverse

### Klage vor dem Bundesverfassungsgericht
Die Unionsfraktion im Bundestag reichte am 10. Mai 2022 eine Normenkontrollklage beim Bundesverfassungsgericht ein. Sie argumentierte, dass die Umwidmung der Kreditermächtigungen gegen die im Grundgesetz verankerte Schuldenbremse verstoße.

### Urteil des Bundesverfassungsgerichts
Am 15. November 2023 erklärte das Bundesverfassungsgericht das Zweite Nachtragshaushaltsgesetz 2021 für verfassungswidrig und nichtig. Das Gericht stellte fest, dass das Gesetz gegen mehrere Artikel des Grundgesetzes verstößt, insbesondere gegen Artikel 109 Absatz 3, Artikel 110 Absatz 2 und Artikel 115 Absatz 2. Die Kernpunkte des Urteils waren:
1. Die Übertragung der Kreditermächtigungen in den Klima- und Transformationsfonds verstößt gegen den Grundsatz der Jährigkeit des Haushalts.
2. Die Maßnahme verletzt das Prinzip der Kreditobergrenze nach Art. 115 Abs. 2 Satz 1 GG (Schuldenbremse).
3. Die Zuordnung der Kreditermächtigungen zu krisenbedingten Ausgaben des Jahres 2021 war nicht gerechtfertigt.

## Grundlegende Unterscheidung: Jährlichkeit und Jährigkeit
Ein zentraler Aspekt des Urteils war die präzise Unterscheidung zwischen den haushaltsrechtlichen Prinzipien der Jährlichkeit und Jährigkeit. Diese Unterscheidung ist von grundlegender Bedeutung für das Verständnis des Urteils und hat weitreichende Konsequenzen für die finanzpolitische Praxis der Bundesregierung.

### Jährlichkeit des Haushalts
Der Grundsatz der Jährlichkeit besagt, dass der Haushalt jedes Jahr neu aufgestellt werden muss. Einnahmen und Ausgaben müssen für jedes Haushaltsjahr separat geplant und beschlossen werden.
Bedeutung
- Der Haushaltskreislauf wird in jährlichen Schritten organisiert.
- Ermöglicht regelmäßige Überprüfung und Anpassung der Haushaltspläne.
- Trägt zur Transparenz und Kontrolle der öffentlichen Finanzen bei.
- Ist verfassungsrechtlich im Grundgesetz verankert.[10]

Im Kontext des Zweiten Nachtragshaushaltsgesetzes 2021 stellte das Bundesverfassungsgericht fest, dass der Versuch, Ausgaben für zukünftige Jahre durch die Umwidmung nicht genutzter Kreditermächtigungen aus dem Jahr 2021 zu finanzieren, gegen das Prinzip der Jährlichkeit verstößt. Dies hätte eine ordnungsgemäße Haushaltsplanung für die entsprechenden zukünftigen Jahre umgangen.

### Jährigkeit der Haushaltsermächtigungen
Der Grundsatz der Jährigkeit besagt, dass die im Haushaltsplan erteilten Ermächtigungen nur für das jeweilige Haushaltsjahr gültig sind. Es handelt sich um eine verfügungsrechtliche Abgrenzung, die sicherstellt, dass Mittel nur innerhalb des festgelegten Zeitraums verwendet werden können.
Bedeutung
- Verhindert eine Verschiebung von Ausgaben in zukünftige Jahre.
- Stärkt die Regeln zur Kreditbegrenzung.
- Ausgaben, die in einem Haushaltsjahr fällig werden, können nicht durch zukünftige Einnahmen gedeckt werden.
- Schließt eine überjährige Verrechnung aus.[10]

Das Bundesverfassungsgericht entschied, dass die Übertragung ungenutzter Kreditermächtigungen aus dem Jahr 2021 in den Klima- und Transformationsfonds verfassungswidrig sei, da diese Mittel nach dem Ende des Haushaltsjahres 2021 nicht mehr verfügbar sein dürften. Das verstieß gegen den Grundsatz der Jährigkeit.

### Folgen der Unterscheidung
Die klare Differenzierung zwischen Jährlichkeit und Jährigkeit im Urteil des Bundesverfassungsgerichts ist von grundsätzlicher Bedeutung für die zukünftige Haushaltsführung der Bundesregierung:
1. Sie setzt klare Grenzen für die Verwendung von Kreditermächtigungen über das Haushaltsjahr hinaus.
2. Betont die Notwendigkeit einer vorausschauenden und präzisen Haushaltsplanung, die sich strikt an den zeitlichen Rahmen der Haushaltsjahre hält.
3. Stärkt die Rolle des Parlaments bei der Kontrolle der Staatsfinanzen.
4. Stellt sicher, dass langfristige Ausgabenplanungen im Rahmen des regulären Haushaltsprozesses erfolgen.
5. Verhindert eine Umgehung der Schuldenbremse durch die Verschiebung von Kreditermächtigungen in zukünftige Haushaltsjahre.

Diese Prinzipien ergänzen sich, indem sie sicherstellen, dass Haushaltsmittel transparent und innerhalb klar definierter Zeiträume verwendet werden, um finanzielle Stabilität und Kontrolle zu gewährleisten.

## Konsequenzen des Urteils
Das Urteil hatte weitreichende Konsequenzen für die Haushaltspolitik der Bundesregierung:
- Es entstand eine Finanzierungslücke von 60 Milliarden Euro im Klima- und Transformationsfonds, die für Klimaschutzprojekte wie Gebäudesanierungen und Elektromobilität eingeplant waren.
- Der Bundeshaushalt 2023 und der Entwurf für 2024 wurden als verfassungswidrig eingestuft.
- Das Urteil verdeutlichte die verfassungsrechtlichen Grenzen für die Verwendung von Kreditermächtigungen in Notlagen und unterstrich die Notwendigkeit einer sorgfältigen Begründung bei der Abweichung von der Schuldenbremse.
- Es könnte sich langfristig auf die Gestaltung von Investitionsprogrammen und staatlichen Fonds auswirken, insbesondere in Bereichen wie dem Klimaschutz und der digitalen Transformation, die oft langfristige Planungen erfordern.

## Kritik und Debatte
Das Urteil löste eine breite Debatte über die Schuldenbremse und die zukünftige Finanzierung staatlicher Aufgaben aus. Kritiker argumentierten, dass die strenge Auslegung der Schuldenbremse die Handlungsfähigkeit des Staates in Krisenzeiten einschränke und notwendige Investitionen in Klimaschutz und Infrastruktur behindere. Befürworter des Urteils sahen darin eine wichtige Stärkung der Haushaltsdisziplin und des Prinzips der generationengerechten Finanzpolitik.